# Лягевере
Ля́гевере (ест. Lähevere küla) — село в Естонії, у волості Ярва повіту Ярвамаа.

## Населення
Чисельність населення на 31 грудня 2011 року становила 6 осіб.

## Географія
Через населений пункт проходить автошлях 15162 (Койґі — Пяйнурме).

## Історія
1586 роком датуються перші згадки про хутір під назвою Lähever. 1694 року поселення мало назву Lahever, 1796 року — відоме як село під назвою Lehhewer.
У процесі адміністративної реформи 1977 року до села Лягевере приєднана територія ліквідованого села Пятсавере.
З 30 січня 1992 до 21 жовтня 2017 року Лягевере входило до складу волості Койґі.
6 вересня 2014 року з частини села Лягевере відновлено село Пятсавере.